# Eublemma antoninae
Eublemma antoninae là một loài bướm đêm trong họ Erebidae.